# 川西啓介
川西啓介（かわにし けいすけ）は、日本の実業家。ワコール社長。

## 経歴
兵庫県出身。1994年関西学院大学商学部卒業、ワコール入社。2015年米国ワコール取締役副会長、ワコールインターナショナル取締役社長。2020年4月ワコール執行役員、米国ワコール取締役会長、ワコールインターナショナル取締役社長。2022年ワコール取締役執行役員マーケティング統括部長。2023年ワコール代表取締役社長執行役員。